# Henry Dillon (11e vicomte Dillon)
Pour les articles homonymes, voir Henry Dillon et Dillon.
Henry Dillon, 11e vicomte Dillon de Costello-Gallen (1705 – 1787) est un pair Irlandais.

## Biographie
Son père Arthur Dillon (1670-1733) est l'un des fils de Theobald Dillon (7e vicomte Dillon), qui est colonel et fondateur du régiment de Dillon en 1688. En 1711, Arthur est créé comte Dillon en France, et comte de Dillon en 1721, par le "Vieux Prétendant" Jacques François Stuart (reconnu par les Jacobites en tant que "Roi Jacques III et VIII"). Sa mère Catherine est une fille de Ralph Sheldon, qui sert en tant que demoiselle d'honneur de la reine Marie de Modène, épouse de Jacques II.
Dillon sert dans l'armée française, en tant que colonel dans le Régiment de Dillon. En 1767, il adopte l'Anglicanisme, pour régulariser sa position en Angleterre.

## La famille
Le 26 octobre 1744 il épouse Charlotte Lee, l'aînée des enfants de George Lee (2e comte de Lichfield). Elle est l'arrière-petite-fille de Charles II et Barbara Palmer. Charlotte Lee hérite de son oncle Robert Lee (4e comte de Lichfield), quand il meurt sans enfants en 1776. Par conséquent, Lord Dillon est marié à l'héritière d'Henry Lee, qui a construit l'original Lodge dans la forêt de Wychwood dans l'Oxfordshire. De sa mère, Charles Dillon-Lee, leur fils, hérite de Ditchley , mais pas du titre de comte de Lichfield. Ditchley reste dans la famille des vicomtes de Dillon jusqu'en 1934.

## Descendance
Ils ont :
- Charles (6 novembre 1745 – 9 novembre 1813); son successeur.
- Frances (1747 - 1er mars 1825), mariée à William Jerningham, 6e Baronnet, 7e baron Stafford
- Arthur (3 septembre 1750 – 13 avril 1794) un général français qui est guillotiné. Cet officier est le père, par sa seconde épouse, de Madame Bertrand (qui épouse le Général Bertrand), tant célébrée pour son dévouement à l'Empereur Napoléon.
- Laura (née c. 1753)
- Charlotte (11 septembre 1755 – 15 août 1782); mariée à Valentine Browne, 1er comte de Kenmare (1754-1812)
- Theobald de Dillon (né c. 1757), comte
- Henry (28 juin 1759 – 7 juillet 1837) lieutenant-colonel.